# USS LST-268
O USS LST-268 foi um navio de guerra norte-americano da classe LST que operou durante a Segunda Guerra Mundial.